# 新海誠短篇動畫作品列表

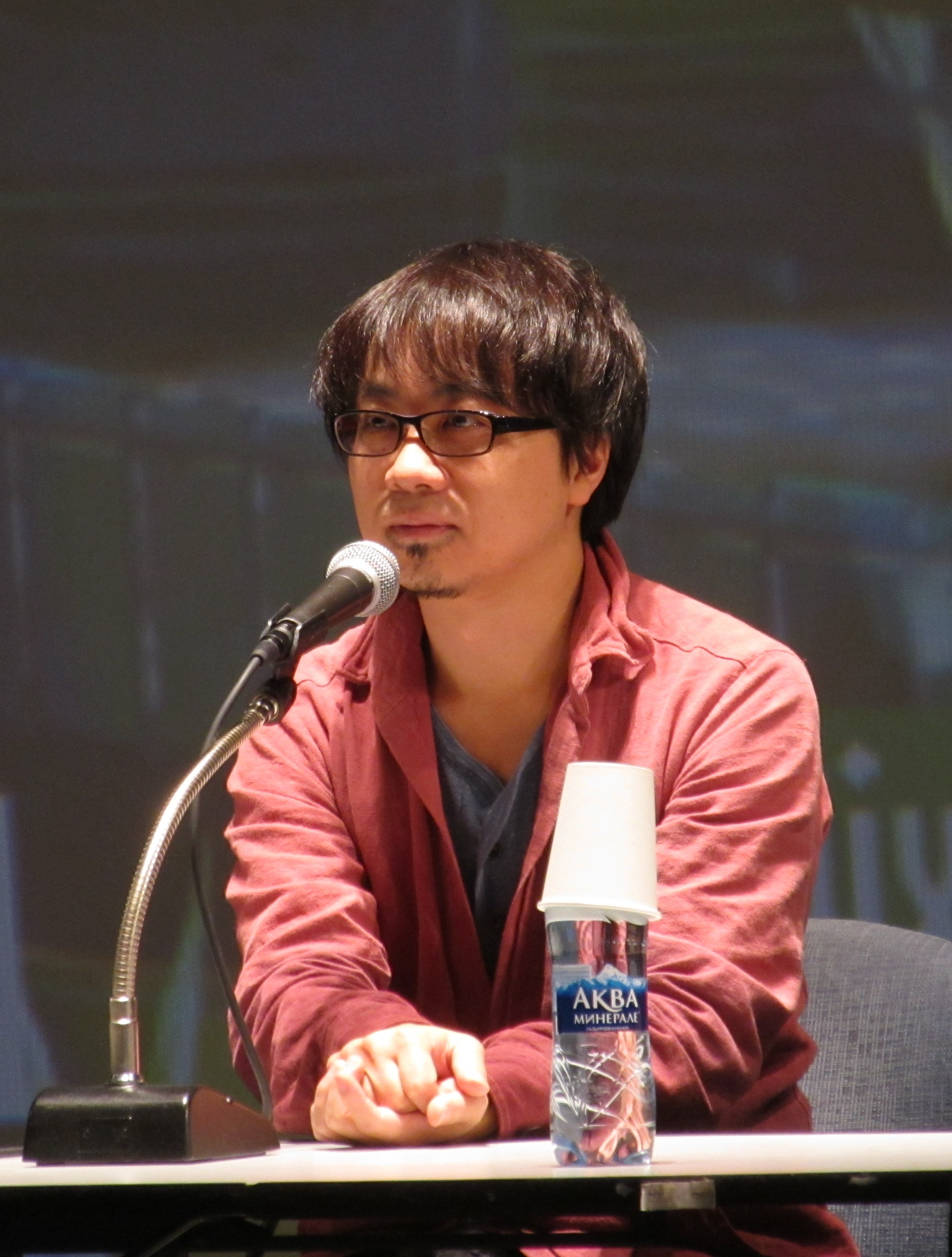
日本动画導演新海誠（攝於2013年）

截止至2025年6月，日本动画導演新海誠已製作了至少14部短篇動畫作品，最新一部發表於2018年5月。
新海誠出身於日本长野县的鄉村，1996年畢業於中央大學文學部國文學科，之後進入遊戲公司日本Falcom工作。工作期間，新海誠嘗試自主製作了兩部動畫短片《遙遠的世界》（遠い世界）和《被包圍的世界》（囲まれた世界）。1999年製作的5分鐘短片《她與她的貓》成為他個人第一部正式的電影作品，也為他在2001年辭職製作的第一部商業作品《星之聲》（2002年）鋪路。儘管《星之聲》僅有25分鐘，其在新海誠的所有作品裏頭並不被歸類為短篇作品。
在《星之聲》之後，新海誠將重心放在製作一小時以上的劇情長片，推出了《雲之彼端，約定的地方》（2004年）、《秒速5公分》（2007年）、《追逐繁星的孩子》（2011年）。在這段時間內，新海誠在製作長片之餘與日本广播协会（NHK）合作，分別於2003年和2007年推出短片《笑容》（笑顔）與《貓的集會》（猫の集会）。另一方面，新海誠自2007年起與公司企業展開合作，為它們製作廣告性質的動畫短片，首部作品為《信濃每日新聞》的15秒廣告《傳遞真情。》（大切なことを、伝える。）。
2008年起，大成建設與新海誠所在的CoMix Wave Films展開合作，新海誠從2011年起執導了數部30秒廣告，每部廣告以不同的建築專案為主題，最新一部發表於2018年。2013年，新海誠幫野村不動產製作了6分鐘短片《某人的目光》，該片於同年5月與他的新作《言葉之庭》一同在院線上映。2014年，新海誠替函授教育機構「Z會」製作了2分鐘短片《十字路口》，後續還推出桐山成人執筆的小說版。從2016年《你的名字。》上映開始，網路上出現新海誠的長片與特定企業的合作短片，持續到後來的《天氣之子》（2019年）和《鈴芽之旅》（2022年），但只有一部短片被CoMix Wave Films歸類為新海誠作品。
新海誠的短篇動畫作品經常沿用同時期主力作品的製作班底，例如《笑容》沿用《雲之彼端，約定的地方》的田澤潮、《傳遞真情。》沿用《秒速5公分》的西村貴世等人，以及《大成建設「博斯普鲁斯海峽隧道」篇》沿用《追逐繁星的孩子》的土屋堅一等人。有時新海誠也會透過短片與新的業內人士展開合作，例如《十字路口》就是他與田中將賀在《你的名字。》之前的首度合作。

## 作品一覽
主要來源：

### 擔任導演
| 發表時間       | 中文標題                             | 日文標題                | 片長      | 描述 | 備註      |
| -------------- | ------------------------------------ | ----------------------- | --------- | --- | --------- |
| 1997年         | 《遙遠的世界》                       | [ 名 1 ]                | 1分鐘28秒 | 該片是黑白動畫短片，講述一對情侶的故事，男方內心糾葛，女方則陪伴著他。新海誠於1997年底花費兩週獨自完成該片（後續還有再修改）。江田惠（音譯，Megumi Eda）為該片彈奏鋼琴曲《Gymnopédies No.1》。該片獲得1998年eAT金澤的特別賞。2017年以前，該片仍可在新海誠的舊官網下載。該片亦曾收錄在動畫雜誌《Animage》2003年3月號附贈的CD-ROM光碟《新海誠映像集 凝視與光景》（新海誠映像集 まなざしと光景）中。 |           |
| 1998年         | 《被包圍的世界》                     | [ 名 2 ]                | 約30秒    | 該片是全3DCG動畫短片，講述一對情侶因其中一人想要離開被牆壁圍繞的世界而分離。新海誠受到村上春樹小說《世界尽头与冷酷仙境》啟發而開始製作該片，目標是做出氣氛與之類似的作品，他於1998年底獨自完成該片，用時一個星期。該片的配樂由新海誠當時在日本Falcom的前輩天門操刀，是兩人日後長期合作的開端。由於伺服器量能不足，新海誠未能在舊官網上開放下載該片。 |           |
| 2000年         | 《她與她的貓》                       | -Their standing points- | 4分鐘50秒 | 該片是黑白動畫短片，也是新海誠的第一部正式的電影作品，內容講述公貓「巧比」（チョビ）與女主人「她」的故事。該片由新海誠自1997年夏天開始構想，後於1999年初夏至初冬運用工作餘暇獨自完成，天門再度幫忙譜寫配樂。該片在埼玉縣主辦的「SKIP CREATIVE HUMAN大獎」和PROJECT TEAM DoGA主辦的第12屆CG動畫競賽大獎賽中得獎。該片曾於2000年公開放映，之後以光碟為載體發布。 |           |
| 2003年4月—5月  | 《笑容》                             | [ 名 4 ]                | 約5分鐘   | 該片是為了搭配岩崎宏美的同名歌曲所製作的動畫短片，於日本广播协会（NHK）節目《大家的歌》播出，內容描寫獨居女子與倉鼠的日常。與《雲之彼端，約定的地方》相同，該片的作畫監督由田澤潮擔任，由他與新海誠兩人合力完成。收錄該短片的DVD单曲於2003年7月2日在日本發售。 |           |
| 2007年9月      | 《傳遞真情。》                       | [ 名 5 ]                | 15秒      | 該片是為了《信濃每日新聞》所製作的電視廣告，在新海誠的故鄉长野县播放，內容描寫一名少女（近藤好美聲演）一邊流淚一邊拚命騎著自行車追趕父親所搭乘的電車。新海誠認為該片的重點是「多采多姿的自然背景」與「想要向重要他人傳達心意」的組合。為了製作該片，新海誠在2007年7月前往小海線沿線勘景，片中的景色位於小海站和馬流站之間。該片的製作班底與《秒速5公分》有所重疊，西村貴世再度擔任作畫監督與人物設計，為少女配音的近藤曾任《秒速5公分》中篠原明里一角的聲優。主題曲為长野县出身歌手楯隆子的往日（），新海誠很高興能和同鄉合作。                                                                |           |
| 2007年12月10日 | 《貓的集會》                         | [ 名 6 ]                | 1分鐘     | 該片是為了NHK企劃「Ani*Kuri15」所製作的動畫短片，講述了家貓巧比（寺崎裕香聲演）被主人一家逗弄得時而沮喪時而歡快的幽默故事。由於受眾是NHK的廣大觀眾群，新海誠希望能讓平時不看日本動畫的人也能輕鬆享受，並嘗試呈現幼時所看的電視動畫那質樸柔和的感覺。作畫監督與人物設計再一次由西村貴世擔任，配樂也再一次由天門操刀。寺崎還幫主人家中的女兒配音，中川玲聲演母親，前田剛聲演父親，尾小平志津香聲演祖母。該片曾入選2008年的安錫國際動畫影展。收錄所有Ani*Kuri15作品（含該片在內）的DVD於2009年6月27日在日本發售。                                                                                 | [ 註 4 ]  |
| 2011年12月14日 | 《大成建設「博斯普魯斯海峽隧道」篇》 |                         | 30秒      | 該片是為了大成建設所製作的電視廣告，為第一部，內容描述大成建設的一名女工程師（黑川芽以聲演）一邊努力修建橫跨博斯普鲁斯海峽的馬爾馬拉隧道，一邊回憶學生時代的跳高時光。新海誠在2011年8月前往伊斯坦堡參訪建築現場，9月的取材對象則是長野縣上田市的一名從事跳高選手的女高中生。該片的製作時段為2011年10月至12月初，不過實際費時只有約一個月，因為期間新海誠忙於《追逐繁星的孩子》的宣傳。該片的製作班底大致承繼《追逐繁星的孩子》，土屋堅一身兼作畫監督與人物設計，熊木杏里演唱主題曲Fight（）。                                                                                                  | [ 註 5 ]  |
| 2013年2月      | 《某人的目光》                       | [ 名 7 ]                | 約6分鐘   | 該片是為了野村不動產的「PROUDBOX感謝祭」（プラウドボックス感謝祭）所製作的動畫短片，內容講述分居兩地的一對父女（小川真司與花村怜美聲演）因為貓咪去世而發生的種種變化。該片的作畫監督與人物設計由鈴木海帆擔任，旁白為平野文。主題曲為和紗演唱的這樣就好（）。該片首先在2013年2月於PROUDBOX感謝祭現場放映，2013年5月起和新海誠作品《言葉之庭》一同在院線上映。2013年9月至2014年1月，該片在YouTube上的「PROUDCHANNEL」限時公開。 | [ 註 6 ]  |
| 2013年12月2日  | 《大成建設「斯里蘭卡高速公路」篇》   |                         | 30秒      | 該片是為了大成建設所製作的電視廣告，為第二部，內容講述大成建設的一名男工程師（柄本佑聲演）前往斯里蘭卡修建該國第一條高速公路，並且邁向未來的故事。新海誠為了該片親自前往斯里蘭卡勘景，並沿用從《言葉之庭》開始使用的「動態分鏡」（ビデオコンテ）作法。繼前一部大成建設的廣告之後，該片再度由《追逐繁星的孩子》的土屋堅一擔任作畫監督與人物設計。 | [ 註 8 ]  |
| 2014年2月25日  | 《十字路口》                         | [ 名 8 ]                | 2分鐘     | 該片是為了函授教學機構「Z會」所製作的動畫短片，目的是為考生加油打氣，在故事層面上被視為新海誠日後作品《你的名字。》的雛型。該片有兩名主要角色，分別是女高中生海帆（／ Miho，佐倉綾音聲演），居住在沒有補習班的離島；以及男高中生翔太（／ Shōta，小野賢章聲演），在東京一邊打工一邊學習。兩人在不同時空地域同樣為了考上东京大学而報名Z會，最終在查榜現場首度相遇。該片的作畫監督與人物設計由田中將賀擔任，他與新海誠後續於《你的名字。》再度合作。田中正彦為片中的Z會老師配音。主題曲Crossroad（）與該片同名，改編自《伦敦德里小调》，由演唱。由桐山成人執筆的小說版於2014年9月29日在日本出版。 | [ 註 11 ] |
| 2014年8月10日  | 《大成建設「越南內排機場跑道」篇》   |                         | 30秒      | 該片是為了大成建設所製作的電視廣告，為第三部，內容講述一名少年（本乡奏多聲演）出於對父親的崇拜，長大後選擇同樣從事建築工作，在越南首都河內市參與內排機場的修建。與前兩部廣告相同，作畫監督與人物設計由土屋堅一擔任。主題曲為Unlimited tone演唱的Change。 | [ 註 13 ] |
| 2016年8月      | 《三得利天然水×你的名字。合作廣告》  |                         | 1分鐘     | 該片是新海誠作品《你的名字。》與三得利天然水的合作廣告。該片從《你的名字。》正片擷取片段，並植入有廣告商品的全新製作畫面。配樂使用《你的名字。》四首主題曲中的前前前世和Sparkle（）。 |           |
| 2018年5月6日   | 《大成建設「新加坡」篇》             |                         | 30秒      | 該片是為了大成建設所製作的電視廣告，為第四部，內容講述一名女工程師（长泽雅美聲演）參與新加坡汤申线的建造時，她的思緒回到故鄉的同學身上。作畫監督與人物設計仍由土屋堅一擔任，长泽兩年前曾為《你的名字。》中的奧寺美紀配音。主題曲為無限開關演唱的Mr. Kite（）。 | [ 註 16 ] |

### 擔任原作
| 發表時間          | 中文標題                          | 日文標題           | 片長      | 描述                                        | 備註 |
| ----------------- | --------------------------------- | ------------------ | --------- | ------------------------------------------- | ---- |
| 2016年3月4日—25日 | 《她與她的貓 -Everything Flows-》 | -Everything Flows- | 每話8分鐘 | 該片為《她與她的貓》的衍生電視動畫，全4話。 |      |

## 註腳
作品名稱
1. ↑  ／ Tōi Sekai；
2. ↑  ／ Kakomareta Sekai
3. ↑  ／ Kanojo to Kanojo no neko；
4. ↑  ／ Egao
5. ↑  ／ Taisetsuna Koto wo Tsutaeru
6. ↑  ／ Neko no Shūkai；
7. ↑   Dareka no Manazashi
8. ↑   Kurosurōdo；

備註
1. 1 2  又譯「傳達，重要的心意。」[31]
2. ↑  新海誠並未直接導演2008年的《大成建設「新杜哈國際機場」篇》（田澤潮導演）和2020年的《大成建設「缅甸」篇》（三木陽子［］導演）。
3. ↑  有三種版本：完整版（4分50秒）、3分鐘版和濃縮版（1分40秒）[21]。
4. ↑  動畫製作：CoMix Wave Films[37]。
5. ↑  動畫製作：The Answer Studio（日语：アンサー・スタジオ）[44]。
6. ↑  動畫製作：Triple A[9]。
7. ↑  有兩種版本：15秒版和30秒版[48]。
8. ↑  動畫製作：CoMix Wave Films[49]；動畫製作協力：The Answer Studio[49]。
9. ↑  有三種版本：15秒版、30秒版和120秒版[11]。
10. ↑  小說出版資訊：
  - 日本：2014年9月29日（KADOKAWA出版），ISBN 978-4-04-729957-3[12]
  - 台灣：2017年3月21日（尖端出版出版），ISBN 978-957-107-267-8[52]
  - 中國大陸：2015年9月（天聞角川出版），ISBN 978-7-5500-1490-9[53]
11. ↑  動畫製作：CoMix Wave Films[11]。
12. ↑  有兩種版本：15秒版和30秒版[56]。
13. ↑  動畫製作：CoMix Wave Films[57]；動畫製作協力：The Answer Studio[57]。
14. ↑  分成三篇：「三葉在想什麼」（三葉の想い）15秒、「瀧在想什麼」（瀧の想い）15秒、「重合的想法」（重なる想い）30秒[58]。
15. ↑  有兩種版本：15秒版和30秒版[60]。
16. ↑  動畫製作：CoMix Wave Films[62]。
17. ↑  動畫製作：LIDENFILMS京都工作室[65]。

### 引用作品
書籍
- 新海誠; .  . KADOKAWA. 2016-08-26. ISBN 978-4-04-895696-3 （日语）.
- 新海誠; CoMix Wave Films. . 由冯锦源翻译. 百花洲文艺出版社. 2018-01 [2016]. ISBN 978-7-5500-2491-5 （中文（简体））.
- 新海誠; CoMix Wave Films. . 由SCALY翻译. 台北市: 尖端出版. 2018-08-16 [2008]. ISBN 9789571079714 （中文（臺灣））.
- 榎本正樹（日语：榎本正樹）. . 由黃涓芳翻译. 台北市: 尖端出版. 2025-01-15 [2021]. ISBN 9786264033824 （中文（臺灣））.

## 外部連結
- 上的（日語）[]
- 上的（日語）
- （日語）[]
- （日語）[]
- （日語）[]
- YouTube上的新海誠監督『クロスロード』受験生応援ストーリー15秒Ver.｜Ｚ会（日語）
- YouTube上的新海誠監督『クロスロード』受験生応援ストーリー30秒Ver.｜Ｚ会（日語）
- YouTube上的新海誠監督『クロスロード』受験生応援ストーリー120秒Ver.｜Ｚ会（日語）